# Kuala Lumpur Kepong
Kuala Lumpur Kepong é uma companhia agrícola de Ipoh, Malásia. 
O falecido Tan Sri Dato ' Thong Yaw Hong, (ex-) secretário-geral do Tesouro da Malásia, foi membro da diretoria de KLK.
 Dato ' Lee Oi Hian, o CEO da KLK, é ou foi presidente do conselho de curadores do Malaysian Palm Oil Council.
Está entre as poucas empresas, que foram processados por queima a céu aberto até agora.
É na bolsa de valores Bursa Malaysia de Malásia e a empresa a terceira maior do óleo de palma da Malásia.
2006 KLK adquiriu a empresa suíça Kolb AG.
Em Emmerich, Alemanha, KLK possui outro local na Europa. A empresa tem trabalhadores forçados KLK desfloresta areas de floresta húmida e destrói o habitat do orangotango.

O subsidiários Equatorial Palm Oil (EPO) de Londres tem feito preparativos para o grilagem de terras em Libéria.
KLK entrou no setor de óleo de palma da Indonésia no início da década de 1990. 
É uma das principais empresas da Malásia no setor de óleo de palma da Indonésia.